# Европско првенство у атлетици у дворани 1972 — 50 метара препоне за жене
Такмичење у дисциплини трчања на 50 метара са препонама у женској конкуренцији уведена је први пут на трећем Европском првенству у атлетици у дворани 1972. одржаном у Палати спортова у Греноблу, Француска 11. марта. Учествовала је 21 атлетичарка из 13 земаља.

## Земље учеснице
| - Аустрија (2) - Бугарска (1) - Чехословачка (2) - Источна Немачка (1) - Француска (2) | - Италија (1) - Пољска (3) - Румунија (1) - Совјетски Савез (2) | - Швајцарска (1) - Шведска (1) - Уједињено Краљевство (2) - Западна Немачка (2) |

## Освајачи медаља
|                                   |                             |                             |
| Анели Ерхард 6,85 Источна Немачка | Тереза Сукњевић 6,94 Пољска | Гражина Рабштин 7,05 Пољска |

## Резултати
У овој дисциплини су одржане три круга такмичења: квалификације, полуфинале и финале. Све је одржано 11. марта.

### Квалификације
У квалификацијама такмичарке су били подељене у четири групе: другу са 6, а остале са 5 такмичарки. У полуфинале су се квалификовале по 2. првопласиране из све четири групе (КВ) и 4 према постигнутом резултату (кв).
| Позиција | Група | Атлетичар            | Националност         | Време | Белешка                |
| -------- | ----- | -------------------- | -------------------- | ----- | ---------------------- |
| 1.       | 4     | Анели Ерхард         | Источна Немачка      | 6,87  | КВ, СР, ЕР, РЕП, НР    |
| 2.       | 3     | Гражина Рабштин      | Пољска               | 7,05  | КВ, СР, ЕР, РЕП, НР    |
| 3.       | 1     | Тереза Сукњевич      | Пољска               | 7,09  | КВ, СР, ЕР, РЕП, НР    |
| 4.       | 2     | Татјана Полубојарева | Совјетски Савез      | 7,09  | КВ, =СР, =ЕР, =РЕП, НР |
| 5.       | 2     | Тереса Новак         | Пољска               | 7,11  | КВ                     |
| 6.       | 2     | Маргит Бах           | Западна Немачка      | 7,14  | кв, НР                 |
| 7.       | 3     | Мета Антенен         | Швајцарска           | 7,15  | КВ, =НР                |
| 8.       | 2     | Мери Питерс          | Уједињено Краљевство | 7,17  | кв НР                  |
| 9.       | 4     | Кармен Мер           | Аустрија             | 7,17  | КВ НР                  |
| 10.      | 3     | Ен Вилсон            | Уједињено Краљевство | 7,22  | кв                     |
| 11.      | 3     | Валерија Буфану      | Румунија             | 7,23  | кв                     |
| 12.      | 4     | Иванка Кошничарска   | Бугарска             | 7,26  |                        |
| 13.      | 1     | Љубов Кононова       | Совјетски Савез      | 7,28  | КВ                     |
| 14.      | 2     | Гунхилд Олсон        | Шведска              | 7,29  | НР                     |
| 15.      | 3     | Жаклин Андре         | Француска            | 7,31  |                        |
| 16.      | 3     | Елфриде Мајерхолц    | Западна Немачка      | 7,31  |                        |
| 17.      | 1     | Надин Фрико          | Француска            | 7,35  |                        |
| 18.      | 4     | Вера Славицова       | Чехословачка         | 7,40  |                        |
| 19.      | 1     | Моника Шенауерова    | Чехословачка         | 7,41  |                        |
| 20.      | 1     | Илеана Онгар         | Италија              | 7,45  |                        |
| 21.      | 3     | Дорис Лангханс       | Аустрија             | 7,53  |                        |

### Полуфинале
Полуфиналисткиње су биле подељене у две групе по шест атлетичарки, а за шест места у финалу су се пласирала по три првопласиране из обе групе (КВ).
| Позиција | Група | Атлетичар            | Националност         | Време           | Белешка             |
| -------- | ----- | -------------------- | -------------------- | --------------- | ------------------- |
| 1.       | 1     | Анели Ерхард         | Источна Немачка      | 6,85            | КВ, СР, ЕР, РЕП, НР |
| 2.       | 1     | Тереза Сукњевич      | Пољска               | 6,98            | КВ, НР              |
| 3.       | 1     | Мета Антенен         | Швајцарска           | 7,01            | КВ, =НР             |
| 4.       | 2     | Гражина Рабштин      | Пољска               | 7,04            | КВ                  |
| 5.       | 2     | Маргит Бах           | Западна Немачка      | 7,09            | КВ, НР              |
| 6.       | 1     | Тереса Новак         | Пољска               | 7,11            |                     |
| 7.       | 2     | Кармен Мер           | Аустрија             | 7,15            | КВ НР               |
| 8.       | 1     | Мери Питерс          | Уједињено Краљевство | 7,16            | НР                  |
| 9.       | 2     | Татјана Полубојарева | Совјетски Савез      | 7,17            |                     |
| 10.      | 2     | Ен Вилсон            | Уједињено Краљевство | 7,21            |                     |
| 11.      | 1     | Љубов Конокова       | Совјетски Савез      | 7,45            |                     |
| —        | 2     | Валерија Буфану      | Румунија             | Није стартовала | Није стартовала     |

### Финале
| Пласман | Атлетичарка     | Земља           | Резултат | Белешка         |
| ------- | --------------- | --------------- | -------- | --------------- |
|         | Анели Ерхард    | Источна Немачка | 6,85     | СР, ЕР, РЕП, НР |
|         | Тереза Сукњевич | Пољска          | 6,94     | НР              |
|         | Гражина Рабштин | Пољска          | 7,05     |                 |
| 4.      | Мета Антенен    | Швајцарска      | 7,05     |                 |
| 5.      | Маргит Бах      | Западна Немачка | 7,10     |                 |
| 6.      | Кармен Мер      | Аустрија        | 7,40     |                 |